# Togril bég
Togril bég (arab betűkkel طغرل بك) azaz I. Togril szultán, muszlim nevén Abu Tálib Muhammad ibn Miháíl ibn Szaldzsúk (arab írással أبو طالب محمد بن ميخائيل بن سلجوق [Abū Ṭālib Muḥammad ibn Mīḫāʾīl ibn Salǧūq]; Transzoxánia, 990-es évek – Rajj, 1063. szeptember 4.) az első szeldzsuk szultán (a titulust 1058 elejétől haláláig viselte), a Nagyszeldzsuk Birodalom egyik megalapítója volt fivére, a később Horászánban nagykirályi címmel uralkodó Csagri bég mellett.

## A hódítások előtt
Togril, akinek török neve héját jelent, a nomád oguz törökök egyik törzsfője, Szeldzsuk (Szaldzsúk) unokájaként jött világra, minden bizonnyal még a közép-ázsiai sztyeppén. Nem tudni, hogy Togril vagy fivére volt-e az idősebb, ahogy az sem világos, hogy születésükkor apjuk már muszlim volt-e. Apjuk, Míháíl korai halálát követően Csagri és testvére, Togril nagyapjukhoz került, akinek a vezetésével törzsük az Aral-tótól délre települt meg. Itt a törzsfőről szeldzsukoknak nevezett csoport rövidesen bevonódott a transzoxániai Karahánidák állandó belháborúiba. A felnövő fivérek, követve nagybátyjuk, Arszlán Iszráíl példáját, Alítegín ibn Bogra kán szolgálatába álltak, és népükkel Buhara és Nahsab vidékére települtek. Alíteginnel szövetségben harcoltak a Gaznavidák betörései ellen, majd az 1030-as évek elején nyugatabbra, Hvárezm vidékére települtek. Innen egy ellenséges törzsfő, Sáh Malik hatalomra kerülése miatt délre indultak, és 1035-ben tízezernyi követőjük élén átkeltek az Amu-darján, bejutva a gaznavida Horászán északi részére. 
Az indiai hadjáratokkal elfoglalt Maszúd szultán helyi erői képtelenek voltak ellenállni nekik, így az uralkodó egyelőre elismerte őket a térség helytartóinak. A védelem nélkül maradt nagyvárosok rövidesen behódoltak az újonnan érkezett hadaknak: Csagri előtt 1036/1037-ben Merv nyitotta meg a kapuit, Togril pedig Nisápurt szerezte meg egy időre 1038-ban. Csagri ezután Herát és Szisztán, azaz a gaznavida magterületek felé indított támadásokat. Maszúd végül hadserege zömével megindult a fenyegetően terjeszkedő nomádok ellen, de számbeli túlereje és jobb fegyverzete ellenére az 1040 tavaszán vívott dandánkáni csatában teljes vereséget szenvedett a szeldzsukoktól.

## Észak-Irán meghódítása
A dandánkáni diadalt követően Csagri Mervben maradt, ahonnan tovább folytatta a déli és keleti irányú terjeszkedést, ami állandó háborúskodással járt a mai Afganisztán déli részére és Pakisztán területére szoruló Gaznavidák ellen. Togril eközben nyugat felé fordult: 1041/1042-ben a gorgáni Zijáridákat hódoltatta, 1042/1043 folyamán pedig elhódította a dzsibáli Rajjt a buvajhida Abu Kálídzsár Fanná Huszrautól. A várost választotta székhelyéül. Innen kiindulva 1045/1046 folyamán hadai legyőzték a hamadáni Kákújidákat, 1046/1047-ben pedig a család iszfaháni ágát hódoltatták. Abu Manszúr Farámurz azonban megbízhatatlan hűbéresnek bizonyult, ezért 1050-ben Togril ismét a városra tört, amit egyéves ostrommal tudott csak megadásra kényszeríteni (1051). Abu Manszúrt Jazddal kárpótolták, Togril bég pedig felújíttatta Iszfahánt, és ide helyezte át a székhelyét. Ezzel Észak-Irán szilárdan az uralma alá került.

## Mezopotámia megszerzése
1054-ben Togril csapatai élén Ádzarbajdzsán és Kelet-Anatólia vidékén portyázott. Előbbi fejedelmeit hódoltatta, utóbbi területen pedig fosztogatott és megostromolta Manzikert várát, amit nem tudott bevenni. Arzanaszig tört előre. Közeledtére a Dijár Bakr-i marvánida fejedelem is elismerte a főségét. Még zajlott a hadjárat, amikor a reális hatalommal nem rendelkező, ám a szunnita iszlám fejeként vallási tekintéllyel bíró bagdadi abbászida kalifa, al-Káim segélykérést juttatott el hozzá. A 945 óta tartó, síita Buvajhidák iraki uralma az összeomlás szélén állt, ugyanakkor a helyi török katonaság al-Baszászíri vezetésével megpróbált átállni a kalifátust maguknak követelő, iszmáilita síita, egyiptomi Fátimidák oldalára. A kezdettől fogva erős szunnita irányultságú Togril hazatért Rajjba telelni, majd 1055 tavaszán csapatokat gyűjtött Hamadánban, ahonnan kiindulva 1055 decemberében bevonult Bagdadba, és bebörtönöztette a buvajhida emírt, al-Malik ar-Rahímot. (A fárszi buvajhida fejedelem, Abu Manszúr Púlád Szutún már korábban benősült a Szeldzsuk-családba, és Togril segítségével űzte ki a területeire igényt tartó al-Malik ar-Rahímot (1053/1054), ennek következtében nem kellett tartania északi szomszédja hódításától, sőt jutalomban részesült a hadjárat után.)

## Ibráhím Janál és al-Baszászíri lázadása
A következő évben az élete végéig gyermektelenül maradó Togril egyik unokahúgát feleségül adta a kalifához, hogy megerősítse jó viszonyukat. A szeldzsukok több mint egy évig maradtak Bagdadban, súlyos károkat okozva a város és környéke lakosságának. Az uralkodó 1057 elején észak felé indult a Tigris mentén, útja során meghódolásra késztetve a helyi arab fejedelmeket, így a moszuli Mazjadidákat és a Dijár Bakr-i kurd Marvánidákat. A hadjárat befejezését Ibráhím Janál nevű fivérére bízta, ő maga pedig visszatért Bagdadba 1058 januárjában. Ekkor a kalifa fogadta, és felruházta a szultáni titulussal, valamint különböző tiszteleti nevekkel. Az uralkodó feloszlatta seregét, mire al-Baszászíri és szövetségesei elfoglalták Moszult. Togril a nyomukba eredt, ám Janál – talán együttműködésben al-Baszászírivel – elhagyta őt és saját hatalmi ambíciókat dédelgetve Hamadánba vonult az év novemberében. 
Erről értesülve a szultán a nyomába eredt, ám támogatói elhagyták, így Hamadánból Rajjba kellett visszavonulnia, és segítséget kellett kérnie keletről. A Csagri bég által küldött, annak három fia – Alp Arszlán, Kávurd és Jákúti – által vezetett segéderőkre hagyatkozva végül le tudta verni Ibráhím hadait Rajj mellett, 1059 nyarán. Janált és két unokaöccsét megfojtották. Ezzel azonban a háborúskodás még nem ért véget, mert közben al-Baszászíri egész Irakot elfoglalta, és a Fátimidáknak esküdött hűséget. Togril bég 1059 decemberére tért vissza Irakba, és 1060 januárjában serege legyőzte az iraki mocsárvidékre (Batíha) menekülő al-Baszászírit, akit megöltek. Ezután a szultán is délre vonult, Vászit és a mocsarak vidékére, ahol fogadta a Dubajsz ibn Mazjad meghódolását. Március/április során tért vissza a Dél-Irakot is kifosztó serege élén Bagdadba, ahonnan április/májusban vonult haza a Dzsibál vidékére. Bagdad élén helytartót (sihna) hagyott.

## Az utolsó évek
A síita fenyegetéstől így megszabadított kalifa tartott az új hadúrtól, és nem szívesen egyezett bele, hogy egy lányát hozzá adja feleségül. Csak akkor állt kötélnek, amikor Togril magánbirtokainak elvételével fenyegette, így 1062 augusztusában megkötötték az eljegyzést. A kalifa még így is addig húzta-halasztotta a házasságot, hogy a jegyesek csak a szultán 1063 januárjában kezdődött látogatásakor találkoztak, de menyegzőre most sem került sor. Togril márciusban tért haza Rajjba, ahol megbetegedett és fél év múltán meghalt.
Togril utolsó éveit is egy rokona lázadása keserítette meg: Kutulmis nevű unokatestvére a Kaszpi-tenger déli partvidékén és az Alborz hegyeiben lázadt fel ellene, amit csak a szultán utóda tudott leverni. A hódítások ennek ellenére nem álltak le: Púlád Szutún halálát követően, 1062-ben Togril csapatai elfoglalták Fárszot is, így a teljes iráni térség beolvadt a Nagyszeldzsuk Birodalomba.

## Halála, utódlása
Togril Rajjban halt meg 1063. szeptember 4-én. Gyermektelen lévén 1060-ban elhunyt fivére, Csagri egyik fiát választotta örököséül, azonban váratlan módon nem a Csagri örökébe lépő Alp Arszlánt vagy valamelyik másik, katonáskodásban és államigazgatásban járatos fiát, hanem a szinte ismeretlen Szulajmánt jelölte ki trónörökösnek. Halálát követően vezírje, Amíd al-Mulk al-Kunduri ki is kiáltotta Szulajmánt szultánná, ám Alp Arszlán hadainak közeledtére lemondatta és átadta neki a hatalmat. A dinasztia második tényleges uralkodója így Alp Arszlán lett, aki egyesítette az addig külön kormányzott két birodalomfelet, és megszilárdította a család hatalmát és az új államot.